# Deinopis aruensis
Deinopis aruensis là một loài nhện trong họ Deinopidae.
Loài này thuộc chi Deinopis. Deinopis aruensis được miêu tả năm 1938 bởi Carl Friedrich Roewer.